# Borskoje (Samara)
Borskoje (russisch Бо́рское) ist ein Dorf (selo) in der Oblast Samara (Russland) mit 8953 Einwohnern (Stand 14. Oktober 2010).

## Geographie
Der Ort liegt etwa 100 Kilometer Luftlinie ostsüdöstlich des Oblastverwaltungszentrums Samara am rechten Nebenarm Potapka des linken Wolga-Nebenflusses Samara. Östlich des Ortes sowie in westlicher Richtung in einem schmalen Streifen entlang der Samara erstreckt sich der 2008 geschaffene Nationalpark Busulukski Bor.
Borskoje ist Verwaltungszentrum des nach ihm benannten Rajons Borski sowie der gleichnamigen Landgemeinde (selskoje posselenije), zu der außerdem die 8 km nordwestlich gelegene Siedlung (possjolok) Nemtschanka gehört.

## Geschichte
Der Ort geht auf eine 1736 unweit der damaligen Südostgrenze des Russischen Reiches zu den innerasiatischen Steppengebieten errichtete Festung namens Borskaja krepost zurück. Der Name bezieht sich auf den nahen Busuluker Wald (Busulukski Bor; bor ist ein russisches Wort für „Wald“ oder „Forst“). Bis ins 19. Jahrhundert verlor die Festung ihre militärische Bedeutung, und der günstig an der Handelsroute nach Orenburg gelegene Ort entwickelte insbesondere nach der Vorbeiführung der Eisenbahnstrecke von Samara nach Orenburg 1877 zu einem lokalen Zentrum. Es wurde Sitz einer Wolost im 1781 gebildeten Ujesd Busuluk der Statthalterschaft Ufa, ab 1796 des Gouvernements Orenburg und ab 1851 mit dessen Bildung im Gouvernement Samara.
Mit Einführung der Rajongliederung wurde Borskoje am 16. Juli 1928 Verwaltungssitz eines nach ihm benannten Rajons. Von 1963 bis 1965 war der Rajon vorübergehend aufgelöst.

### Bevölkerungsentwicklung
| Jahr | Einwohner |
| ---- | --------- |
| 1897 | 6974      |
| 1939 | 5614      |
| 1959 | 6618      |
| 1970 | 8919      |
| 1979 | 9402      |
| 1989 | 9023      |
| 2002 | 9190      |
| 2010 | 8953      |

Anmerkung: Volkszählungsdaten

## Verkehr
In Borskoje befindet sich die Bahnstation Neprik (nach einem 12 km nordöstlich gelegenen Dorf) bei Kilometer 1217 der Strecke (Moskau –) Samara – Orenburg (– Aqtöbe – Taschkent).
Etwa 30 km südlich des Dorfes führt die Nebenroute Samara – Orenburg der föderalen Fernstraße M5 Ural vorbei, zu der Verbindung über eine Regionalstraße besteht. Nach Norden verläuft die Regionalstraße 36K-848 in Richtung der Stadt Otradny.